# Communauté de communes du Mâconnais Beaujolais
La communauté de communes du Mâconnais Beaujolais est une ancienne communauté de communes française, située dans le département de Saône-et-Loire et la région Bourgogne-Franche-Comté.

## Composition
| Nom                          | Code Insee | Gentilé       | Superficie (km2) | Population (dernière pop. légale) | Densité (hab./km2) |
| ---------------------------- | ---------- | ------------- | ---------------- | --------------------------------- | ------------------ |
| Saint-Amour-Bellevue (siège) | 71385      | Sanctamoriens | 5,09             | 552 (2014)                        | 108                |
| Chaintré                     | 71074      | Chaintréens   | 3,31             | 554 (2014)                        | 167                |
| Chânes                       | 71084      | Chânois       | 2,24             | 573 (2014)                        | 256                |
| La Chapelle-de-Guinchay      | 71090      | Capelins      | 12,44            | 3 999 (2014)                      | 321                |
| Chasselas                    | 71108      | Chasseloutis  | 2,56             | 177 (2014)                        | 69                 |
| Crêches-sur-Saône            | 71150      | Crêchois      | 9,33             | 2 930 (2014)                      | 314                |
| Leynes                       | 71258      | Leynois       | 4,83             | 519 (2014)                        | 107                |
| Pruzilly                     | 71362      |               | 4,29             | 303 (2014)                        | 71                 |
| Romanèche-Thorins            | 71372      | Romanéchois   | 9,76             | 1 964 (2014)                      | 201                |
| Saint-Symphorien-d'Ancelles  | 71481      | Stophrinois   | 6,13             | 1 148 (2014)                      | 187                |
| Saint-Vérand                 | 71487      |               | 2,45             | 174 (2014)                        | 71                 |
| Varennes-lès-Mâcon           | 71556      | Varennois     | 4,75             | 535 (2014)                        | 113                |
| Vinzelles                    | 71583      |               | 4,43             | 711 (2014)                        | 160                |

## Compétences
La communauté de communes a différentes compétences :
- Aménagement de l'espace dans le cadre du Schéma de cohérence territoriale (SCOT) (à titre obligatoire) 
  - Prise en charge de la taxe de capitation
  - Charte intercommunale de développement et d'aménagement
  - Signalétique présentant la communauté de communes
- Développement et aménagement économique
  - Soutien des activités industrielles, commerciales ou de l'emploi, soutien des activités agricoles et forestières
  - Études et actions de promotion ayant pour objet d'organiser l'accueil des activités économiques et touristiques

- Tourisme (à titre facultatif) : études et actions de promotion ayant pour objet d'organiser l'accueil des activités économiques et touristiques
- Environnement et cadre de vie
  - Assainissement non collectif (à titre optionnel)
  - Aménagement, entretien et promotion des sentiers de randonnée dans le périmètre de la communauté de communes
  - Restauration et entretien du petit patrimoine
  - Collecte des déchets des ménages et déchets assimilés, Mise en place et gestion des points d'apport volontaire, étude et acquisition foncière, construction et gestion d'une déchèterie, traitement des déchets
- Logement et habitat : Services du logement créés, en application des articles 326 et suivants du Code de l'Urbanisme et de l'Habitation.

## Historique
- Le 1er janvier 2014, elle est rejointe par la commune de Romanèche-Thorins.
- Le 1er janvier 2017, avec la mise en place du nouveau schéma départemental de coopération intercommunale, la communauté de communes fusionne avec la communauté d'agglomération du Mâconnais - Val de Saône pour former la communauté d'agglomération Mâconnais Beaujolais Agglomération.

## Sources
- Le SPLAF (Site sur la Population et les Limites Administratives de la France)
- La base ASPIC